# Tsukumi
Tsukumi (jap. 津久見市, -shi) ist eine Stadt in der Präfektur Ōita in Japan.

## Geographie
Tsukumi liegt nördlich von Saiki und südlich von Ōita.

## Geschichte
Die Stadt wurde am 1. April 1951 gegründet.

## Verkehr
- Straßen:
  - Higashi-Kyūshū-Autobahn
  - Nationalstraße 217
- Eisenbahn:
  - JR Nippō-Hauptlinie: nach Kokura oder Kagoshima

## Angrenzende Städte und Gemeinden
- Saiki
- Usuki

## Persönlichkeiten
- Taiga Kimoto (* 2005), Fußballspieler